# Bağören (Kızılcahamam)
Bağören è un villaggio nel distretto di Kızılcahamam, provincia di Ankara, Turchia .